# 乒乓 (花生漫畫)
乒乓（英語：Pig-Pen）是由美國漫畫家查爾斯·舒茲在作品《花生漫畫》裡創作的一名角色。

## 作品描述
最初乒乓外型上是沾滿泥汙、衣著不乾淨的小孩，之後則修改成被一堆灰塵纏繞著在身上的模樣。漫畫中乒乓有著即使將身體及衣物洗刷乾淨；但一旦走出門外就立刻會吸引一堆灰塵或髒東西到身上的奇妙性質，或是即使行走在下雪的路上時仍有辦法在身旁揚起一團灰塵。而「乒乓」只是此角色被眾人稱呼的外號，他的真實姓名在《花生漫畫》連載結束前仍未透露。
劇情方面乒乓常有被其他人要求將身體給清潔乾淨的橋段，查理·布朗則是少數比較不會在意乒乓外貌的角色，另查理布朗也曾表示過一想到乒乓身上也許帶有所羅門、尼布甲尼撒二世、或成吉思汗時期殘留下的塵土，就令人內心感到很有想像空間的看法。
乒乓也有被描寫成一位技術很好的舞者，在1980年2月期間《花生漫畫》上他與派伯敏特·佩蒂有渡過一場愉快的情人節舞會。

## 反應
2000年咨詢公司蓋洛普於輿論調查上，乒乓在《花生漫畫》上是排行第5位最受歡迎的角色。

## 外部連結
- 《花生漫畫》上的乒乓角色介紹 （页面存档备份，存于）（英文）